# Hălmagiu, Arad
Hălmagiu este satul de reședință al comunei cu același nume din județul Arad, Crișana, România.

## Imagini

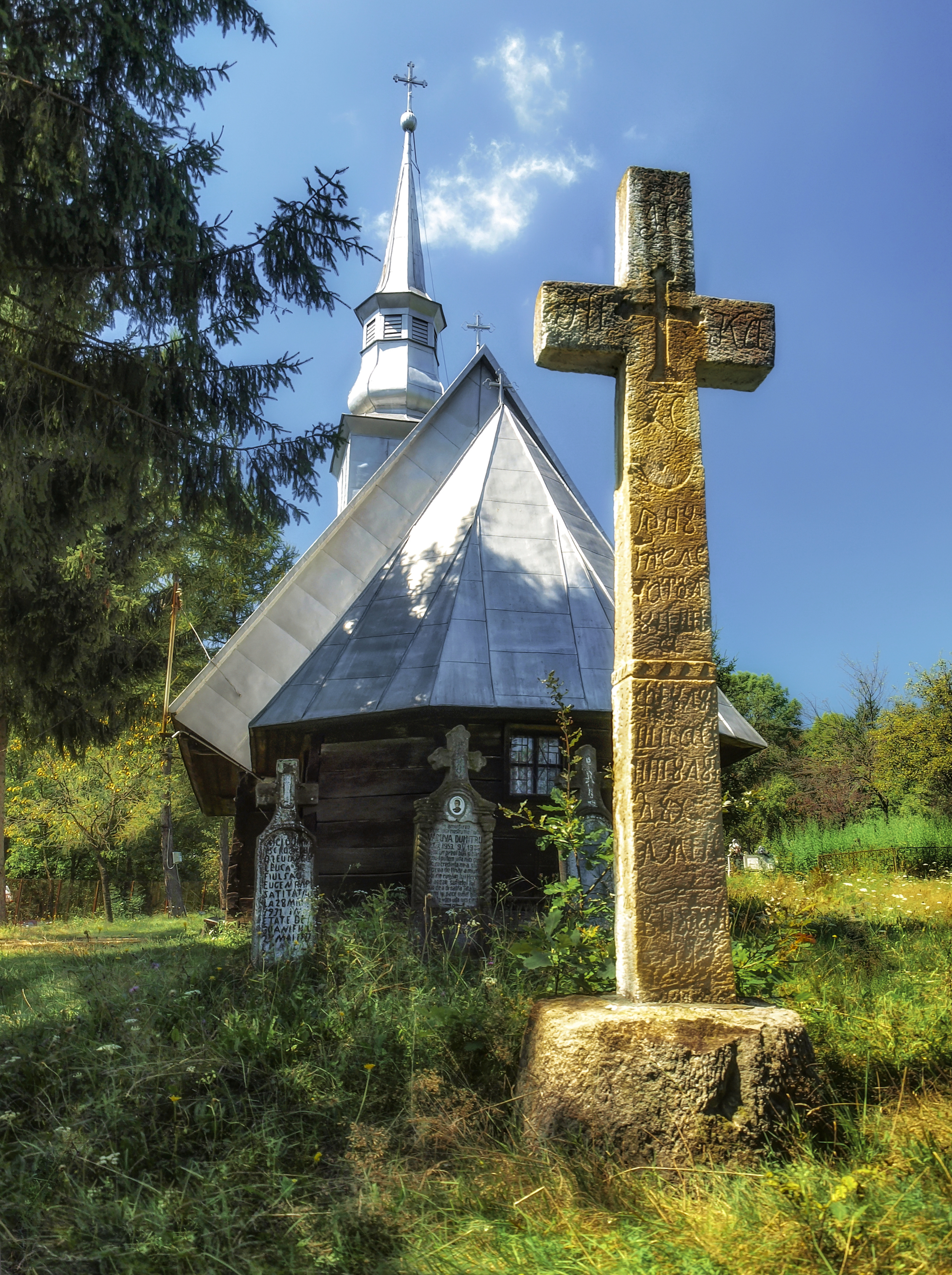

## Personalități
- Nicolae Robu (delegat) (1866 - 1947), deputat în Marea Adunare Națională de la Alba Iulia 1918